# آندری گرچکو
آندری آنتونویچ گرچکو (روسی: Андре́й Анто́нович Гре́чко; زاده ۴ اکتبر ۱۹۰۳ – درگذشته ۲۶ آوریل ۱۹۷۶) یک مارشال و سیاست‌مدار اهل اتحاد جماهیر سوسیالیستی شوروی بود. وی متولد ۱۷ اکتبر ۱۹۰۳ در شهر کوچکی در نزدیکی روستوف در دان بود. او در سال ۱۹۱۹ به ارتش سرخ پیوست.
او بین سال‌های ۱۹۵۷ تا ۱۹۶۰ فرماندهی نیروی زمینی شوروی را برعهده داشت. سپس در سال ۱۹۶۰ به فرماندهی کل قوای متحد پیمان ورشو منصوب شد و تا هفت سال بعد در این سمت باقی ماند. وی در سال ۱۹۶۷ به سمت وزارت دفاع شوروی رسید و تا زمان مرگش در سال ۱۹۷۶ این مقام را حفظ کرد. درگیری مرزی چین و شوروی و همچنین حمله نظامی به چکسلواکی و سرکوب اصلاحات سیاسی موسوم به بهار پراگ در چکسلواکی در زمان تصدی وی در مقام وزیر دفاع رخ دادند.
وی همچنین برنده جوایزی همچون نشان لنین، درجه پرچم سرخ و قهرمان اتحاد شوروی شده‌است.